# Vela (műhold)
A Vela egy felderítőműhold-sorozat, amelyet az Egyesült Államok indított a Vela-program részeként nukleáris tesztek észlelésére. Kis költségű kutatási programként kezdődött 1959-ben és 26 évvel később végződött sikeresen. Az 1970-es években a nukleáris megfigyelési küldetéseket a DSP rendszer vette át, az 1980-as évek végén pedig a Navstar GPS műholdjai. A program mostani neve Integrated Operational Nuclear Detection System (IONDS).
Összesen 12 ilyen holdat indítottak, hatot a Vela Hotel, hatot az Advanced Vela felépítéssel. A Vela Hotel sorozat űrbéli nukleáris robbanások után kutatott, míg az Advanced Vela nukleáris és hagyományos robbanások után az űrben és az atmoszférában.
A holdakat a TRW építette és kettesével indították Atlas–Agena vagy Titan IIIC hordozórakétákkal 100 000-110 000 kilométer magas pályára, jóval a Van Allen sugárzási övezet fölé. Az első Vela Hotel pár 1963-ban indult, három nappal a részleges teszt tilalmi szerződés aláírása után, az utolsó 1965-ben. Tervezett élettartamuk 6 hónap volt, végül csak 5 év múlva állították le. Advanced Vela párokat indítottak 1967-ben, 1969-ben és 1970-ben. Tervezett élettartamuk 18 hónap, amelyet később 7 évre változtattak. Az utolsó leállított műhold az 1969-ben indított Vehicle 9 volt 1984-ben, 15 év működés után.
Az eredeti Vela holdakat 12 külső röntgen detektorral és 18 belső neutron és gammasugár detektorral látták el. Napelemeik 90 watt energiát termeltek. Az Advanced Vela holdakra felszereltek még két nem leképző szilícium fotodióda érzékelőt, melyek szub-milliszekundumos időszakokban mértek fényszinteket. Ezek 3000 km-en belül határozták meg egy nukleáris robbanás helyét. A légköri nukleáris robbanás egyedi jeleket hoz létre: 1 milliszekundumig tartó erős villanás, amelyet egy hosszabb és kevésbé intenzív fényemisszió követ. Ez az ionizált gázokból álló légköri lökéshullám miatt van, amely hamar eltakarja a korai tűzgolyó felszínét. Ahogy a lökéshullám terjed, felszínével együtt növekedik a kibocsátott fény mennyisége. Egyetlen természetes jelenség sem hoz létre ilyeneket. A fedélzeti szenzorok érzékelték volna egy atmoszferikus robbanás elektromos pulzusait is. Ezeknek a műszereknek további energiára volt szükségük, ezért a napelemek 120 watt energiát állítottak elő.
Az 1960-as évek végén, teljesen véletlenszerűen a Vela holdak észleltek először gammakitöréseket. A gammakitörések rövid ideig tartó gammavillanások, amelyek távoli galaxisokban következnek be és amelyek felfedezésük óta fontos asztrofizikai kutatási tárggyá váltak.
1979. szeptember 22-én a Vela 6911 atmoszferikus nukleáris robbanásra jellemző, sokat vitatott kettős villanást észlelt. Az esetet Vela-incidensként ismerjük.